# شهرستان فرمونت (آیداهو)
شهرستان فرمونت، آیداهو (به انگلیسی: Fremont County, Idaho) یک سکونتگاه مسکونی در ایالات متحده آمریکا است که در آیداهو واقع شده‌است.

## خصوصیات
شهرستان فرمونت ۴٬۹۱۰٫۶۴ کیلومترمربع مساحت دارد.